# Operatie Harling
Operatie Harling was een operatie in de Tweede Wereldoorlog uitgevoerd door de Britse Special Operations Executive (SOE), in samenwerking met de Griekse verzetsgroepen ELAS en EDES, waarin de zwaarbewaakte Gorgopotamos-brug in Centraal-Griekenland op 25 november 1942 werd vernietigd.
Dit was een van de eerste grote sabotagedaden in bezet Europa en het begin van een permanente Britse betrokkenheid bij het Griekse verzet.